# Корвети типу «П'єтро де Крістофаро»
Корвети типу «П'єтро де Крістофаро» (італ. Classe Pietro De Cristofaro) - протичовнові корвети ВМС Італії 1960-1990 років.

## Конструкція
Озброєння кораблів складалось  з двох 76,2/62-мм гармат «OTO Melara», розміщених у двох баштах. Протичовнове озброєння складалось з бомбомета для скидання глибинних бомб Menon ASW та двох тритрубних 324-мм торпедних апаратів для запуску протичовнових торпед.
У 1989 році протичовнове озброєння було демонтоване, і кораблі були перекласифіровані у патрульні судна.
Судна були оснащені пошуковою РЛС SPQ-2, навігаційною РЛС BX-732, системою управління вогнем OG-3 з радіолокатором стрільби RTN-7A і оптичним прицільним комплексом Mk 51. Стаціонарний сонар SQS-36 і  буксирувані гідролокатори SQS-36 VDS використовувалися для пошуку підводних човнів.

## Представники
| Корабель                                    | Виготовлювач                                      | Бортове позначення | Спущено  | У строю             | Статус                             |
| ------------------------------------------- | ------------------------------------------------- | ------------------ | -------- | ------------------- | ---------------------------------- |
| «П'єтро де Крістофаро» Pietro De Cristofaro | «Cantiere navale di Riva Trigoso», Сестрі-Леванте | F 540              | 1963 рік | 29 травня 1965 року | Зданий на злам 31 жовтня 1992 року |
| «Умберто Гроссо» Umberto Grosso             | «Ansaldo»                                         | F 541              | 1963 рік | 12 грудня 1964 року | Зданий на злам у 1993 році         |
| «Лічо Візінтіні» Licio Visintini            | «Cantieri Riuniti dell'Adriatico»                 | F 546              | 1963 рік | 30 травня 1965 року | Зданий на злам 1 травня 1992 року  |
| «Сальваторе Тодаро» Salvatore Todaro        | «Ansaldo»                                         | F 550              | 1962 рік | 10 квітня 1964 року | Зданий на злам у 1994 році         |